# 韩邦庆
韓邦慶 （1856年—1894年）曾用名寄，字子雲，別署太仙、大一山人、花也憐儂、三慶，江蘇松江（現屬上海市）人。幼隨父居於北京，後多次科舉落第，遂於上海為《申報》撰寫文稿。1892年，他開辦了中國第一份小說期刊《海上奇書》，並在此書上連載了他的小說《海上花列傳》。而他在《海上花列傳》成書出版後不久便病逝，年僅三十八歲。